# Drogheda United Football Club 2007
Questa voce raccoglie le informazioni riguardanti il Drogheda United Football Club nelle competizioni ufficiali della stagione 2007.

## Stagione
Assicuratosi il cartellino dell'attaccante libico Éamon Zayed, il Drogheda United entrò presto nel lotto delle candidate alla vittoria del titolo nazionale inseguendo, nella prima parte del campionato, il St. Patrick's Athletic. Effettuato il sorpasso dopo sedici gare giocate, il Drogheda United mantenne il comando della graduatoria fino alla fine, ottenendo il suo primo titolo nazionale con due turni di anticipo.

## Divisa e sponsor
Le divise della squadra sono prodotte dalla Jako. Lo sponsor ufficiale è Murphy Environmental. 
| Casa | Trasferta |

## Rosa
| N. |                    | Ruolo | Calciatore       |
| -- | ------------------ | ----- | ---------------- |
| 1  | Irlanda (bandiera) | P     | Dan Connor       |
| 2  | Irlanda (bandiera) | D     | Damien Lynch     |
| 3  | Irlanda (bandiera) | D     | Simon Webb       |
| 4  | Irlanda (bandiera) | D     | Steven Gray      |
| 5  | Irlanda (bandiera) | D     | Jason Gavin      |
| 6  | Irlanda (bandiera) | D     | Graham Gartland  |
| 7  | Irlanda (bandiera) | C     | Shane Robinson   |
| 8  | Irlanda (bandiera) | C     | Gavin Whelan     |
| 9  | Irlanda (bandiera) | A     | Declan O'Brien   |
| 10 | Irlanda (bandiera) | A     | Glen Fitzpartick |
| 11 | Irlanda (bandiera) | D     | James Keddy      |
| 12 | Irlanda (bandiera) | A     | Tony Grant       |
| 14 | Irlanda (bandiera) | D     | Brian Shelley    |
| 16 | Irlanda (bandiera) | C     | Stuart Byrne     |

| N. |                        | Ruolo | Calciatore      |
| -- | ---------------------- | ----- | --------------- |
| 17 | Libia (bandiera)       | A     | Éamon Zayed     |
| 18 | Irlanda (bandiera)     | C     | Paul Keegan     |
| 19 | Finlandia (bandiera)   | C     | Sami Ristilä    |
| 21 | Irlanda (bandiera)     | D     | Andrew Hageman  |
| 22 | Irlanda (bandiera)     | A     | Adrian O'Keefe  |
| 23 | Finlandia (bandiera)   | P     | Mikko Vilmunen  |
| 24 | Irlanda (bandiera)     | A     | Shane Barrett   |
| 26 | Irlanda (bandiera)     | C     | Ollie Cahill    |
| 27 | Irlanda (bandiera)     | C     | Richie Baker    |
| -  | Australia (bandiera)   | D     | John Tambouras  |
| -  | Irlanda (bandiera)     | D     | Gareth Whelan   |
| -  | Irlanda (bandiera)     | C     | Stephen Bradley |
| -  | Inghilterra (bandiera) | A     | Guy Bates       |

## Statistiche

### Statistiche di squadra
| Competizione      | Punti | Totale | Totale | Totale | Totale | Totale | Totale | D.R. |
| Competizione      | Punti | G      | V      | N      | P      | Gf     | Gs     | D.R. |
| ----------------- | ----- | ------ | ------ | ------ | ------ | ------ | ------ | ---- |
| League of Ireland | 68    | 33     | 19     | 11     | 3      | 48     | 24     | +24  |
| Totale            | -     | -      | -      | -      | -      | -      | -      | -    |